# Neolepta
Neolepta là một chi bọ cánh cứng trong họ Chrysomelidae.
Chi này được miêu tả khoa học năm 1884 bởi Jacoby.

## Các loài
Chi này gồm các loài:
- Neolepta banggiensis Mohamedsaid, 1997